# Аеро A.102
Аеро A.102 (чеш. Aero A.102) је чехословачки ловачки авион. Први лет авиона је извршен 1934. године. 

Добра аеродинамика авиона омогућила је постизање брзине од 434 km/h. Ипак, авион није ушао у серијску производњу јер је РВ Чехословачке дало предност моделу Авиа B-35.
Највећа брзина у хоризонталном лету је износила 434 km/h. Размах крила је био 11,50 метара а дужина 7,30 метара. Маса празног авиона је износила 1478 килограма а нормална полетна маса 2036 килограма. Био је наоружан са четири митраљеза калибра 7,7 милиметара.

## Наоружање
| Наоружање авиона: Аеро A.102   |     |
| Ватрено (стрељачко) наоружање  |     |
| Топ                            |     |
| Митраљез                       |     |
| Број и ознака митраљеза        | 4   |
| Калибар                        | 7,7 |
| Бомбардерско наоружање (бомбе) |     |
| Ракетно наоружање (ракете)     |     |

## Верзије
Авион је био прототип и није имао различитих верзија.

## Земље које су користиле авион
- Чехословачка